# Brett Olson
Brett Olson (* 19. Februar 1987 in Duluth, Minnesota) ist ein ehemaliger US-amerikanischer Eishockeyspieler und derzeitiger -trainer, der im Verlauf seiner aktiven Karriere zwischen 2005 und 2022 unter anderem 226 Spiele für den ERC Ingolstadt, die Krefeld Pinguine  und Düsseldorfer EG in der Deutschen Eishockey Liga (DEL) auf der Position des Centers bestritten hat. Darüber hinaus absolvierte Olson 300 Partien in der American Hockey League (AHL).

## Karriere

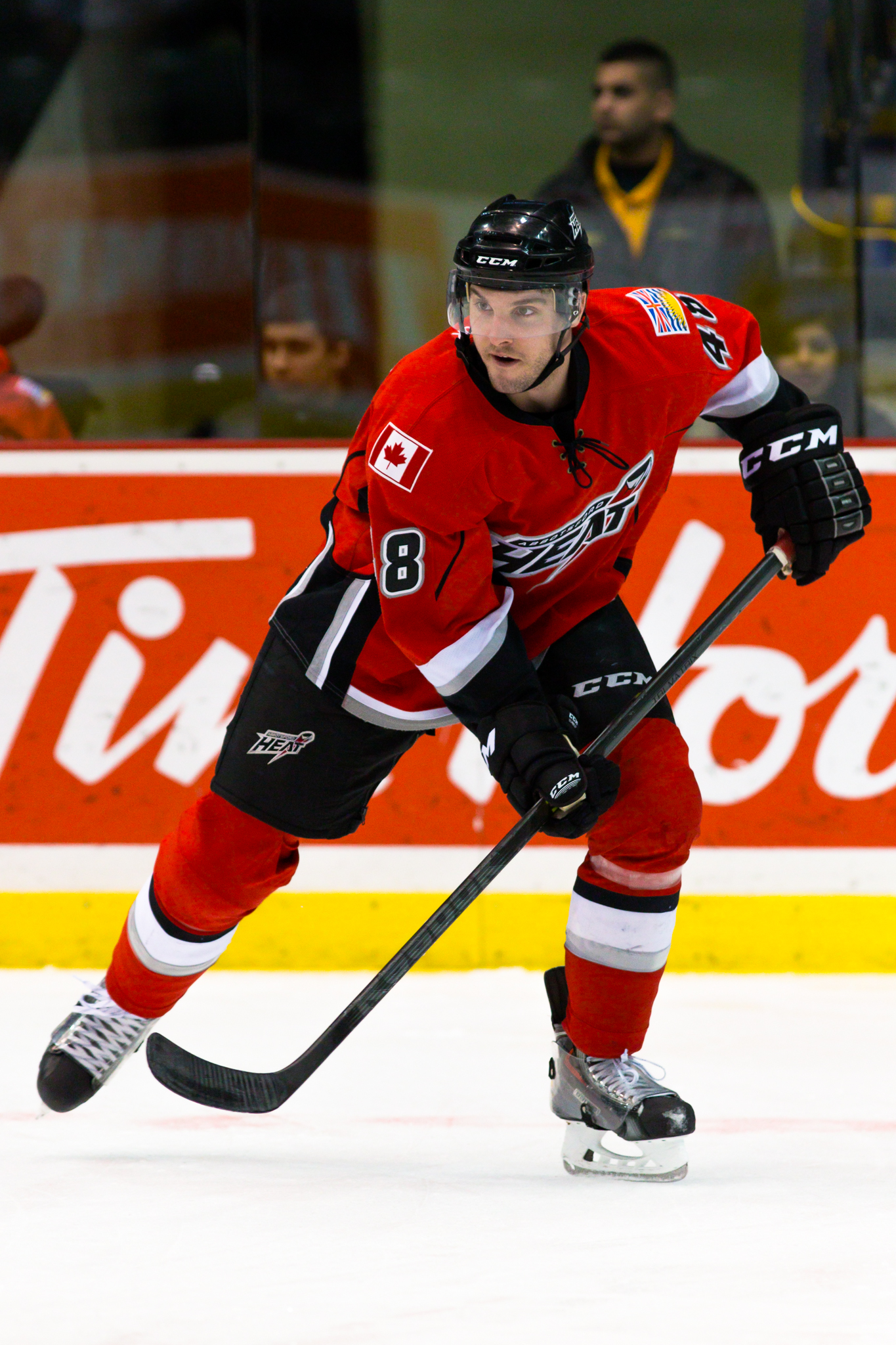
Olson im Trikot der Abbotsford Heat (2014)

Olson verbrachte seine Juniorenzeit zunächst zwischen 2005 und 2008 in der United States Hockey League (USHL) bei den Sioux City Musketeers und Waterloo Black Hawks. Anschließend wechselte er aufgrund seines Studiums für vier Jahre an die Michigan Technological University. Dort war er ebenso für das Eishockeyteam der Universität in der Western Collegiate Hockey Association (WCHA), einer Division im Spielbetrieb der National Collegiate Athletic Association (NCAA) aktiv, und wurde zweimal ins All-Academic Team der WCHA berufen. Ebenso fungierte der Stürmer in seinen letzten beiden Collegejahren als Mannschaftskapitän.
Da Olson ungedraftet geblieben war, wechselte er im Sommer 2012 als Free Agent in den Profibereich. Zunächst verbrachte der US-Amerikaner zwei Spielzeiten bei den Abbotsford Heat in der American Hockey League (AHL), ehe er im Juli 2014 ein Vertragsangebot der Florida Panthers aus der National Hockey League (NHL) erhielt. Diese setzten ihn in den folgenden beiden Spieljahren zwischen 2014 und 2016 jedoch ausschließlich in ihren AHL-Farmteams, den San Antonio Rampage und Portland Pirates, ein.
Anschließend zog es Olson zur Saison 2016/17 erstmals in seiner Profikarriere nach Europa, wo er sich dem EC Red Bull Salzburg aus der österreichischen Erste Bank Eishockey Liga (EBEL) anschloss. Zur folgenden Spielzeit wechselte der Offensivspieler zum ERC Ingolstadt in die Deutsche Eishockey Liga (DEL) und erzielte dort im Verlauf der folgenden drei Jahre insgesamt 86 Scorerpunkte bei 153 Einsätzen. Im Dezember 2020 wurde er vor dem verspäteten Saisonbeginn in der DEL von den Krefeld Pinguinen verpflichtet. Für die Pinguine kam er in 34 DEL-Spielen auf 22 Scorerpunkte und wechselte zur Saison 2021/22 innerhalb des Rheinlands zur Düsseldorfer EG.
Nach der Spielzeit beendete Olson im Alter von 35 Jahren seine aktive Karriere und heuerte als Assistenztrainer bei seinem Ex-Team Waterloo Black Hawks in der USHL an.

## Erfolge und Auszeichnungen
- 2011 WCHA All-Academic Team
- 2012 WCHA All-Academic Team

## Karrierestatistik
(Legende zur Spielerstatistik: Sp oder GP = absolvierte Spiele; T oder G = erzielte Tore; V oder A = erzielte Assists; Pkt oder Pts = erzielte Scorerpunkte; SM oder PIM = erhaltene Strafminuten; +/− = Plus/Minus-Bilanz; PP = erzielte Überzahltore; SH = erzielte Unterzahltore; GW = erzielte Siegtore; 1 Play-downs/Relegation; Kursiv: Statistik nicht vollständig)